# Higashiyama (métro de Kyoto)
Higashiyama (東山駅, Higashiyama-eki) est une station du métro de Kyoto sur la ligne Tōzai dans l'arrondissement de Higashiyama à Kyoto.

## Situation sur le réseau
La station Higashiyama est située au point kilométrique (PK) 11,5 de la ligne Tōzai.

## Histoire
La station a été inaugurée le 12 octobre 1997.

## Services aux voyageurs

### Accès et accueil
La station est ouverte tous les jours.

### Desserte
- Ligne Tōzai :
  - voie 1 : direction Uzumasa Tenjingawa
  - voie 2 : direction Rokujizō ou Biwako-hamaotsu (par la ligne Keihan Keishin)

## Dans les environs
- Musée d’art moderne de Kyoto
- Musée municipal d'art de Kyoto
- Shōren-in